# 长沙市岳麓区人民政府
28°14′26″N 112°56′14″E / 28.240519°N 112.937273°E
长沙市岳麓区人民政府（简称岳麓区政府）是中华人民共和国湖南省长沙市岳麓区的行政管理机关。现任区长蔡锋，2021年10月上任。

## 历史
2016年7月，長沙市岳麓区人民政府区长刘汇因对“观沙岭街道茶子山村7月7日拆迁废墟中发现女尸事件”事故发生负有重要领导责任，湖南省监察厅给予其行政记大过处分。

## 历任区长
| 姓名 | 就任日期   | 卸任日期   | 备注  |
| ---- | ---------- | ---------- | ----- |
| 刘汇 | 2016年1月  | 2017年12月 |       |
| 周凡 | 2017年12月 | 2021年5月  |       |
| 蔡锋 | 2021年10月 |            | [ 2 ] |